# حمود الیزیدی
حمود الیزیدی (انگلیسی: Hamood Al Yazidi؛ زادهٔ ۲۸ مهٔ ۱۹۸۸) یک بازیکن فوتبال اهل قطر است.

## باشگاهی
از باشگاه‌هایی که در آن بازی کرده‌است می‌توان به السد، الجیش قطر، الریان، ام صلال، ام صلال، الخور، و الوکره اشاره کرد.